# Miguel Acundo González
Miguel Acundo González (Puebla, 29 de septiembre de 1961-15 de septiembre de 2020) fue un político mexicano, que como miembro del antiguo Partido Encuentro Social, fue diputado federal de 2018 hasta su fallecimiento el 15 de septiembre de 2020.

## Reseña biográfica
Miguel Acundo tenía estudios básicos, y diplomados en Desarrollo Local y Gobierno Municipal, y en Diseño de Empresas Sociales. Se dedicó a actividades como comerciante y fue gerente de compras en una empresa del ramo gráfico. En adición ocupó diversos cargos en instituciones púbicas como la Secretaría de Desarrollo Social, la Secretaría de Agricultura y Desarrollo Rural, la Secretaría de Desarrollo Agrario, Territorial y Urbano, así como en el Instituto Nacional de la Economía Social y en la Secretaría de Desarrollo Rural, Sustentabilidad y Ordenamiento Territorial de Puebla.[cita requerida]
Fue además representante legal del Comité de Lucha Indígena Campesina, A.C.; en 2018 fue postulado y electo diputado federal por la coalición Juntos Haremos Historia por el Distrito 1 de Puebla, integrándose en el grupo parlamentario del Partido Encuentro Social. En la Cámara de Diputados fue secretario de la comisión de Vivienda; e integrante de las comisiones de Desarrollo y Conservación Rural, Agrícola y Autosuficiencia Alimentaria; y de Pueblos Indígenas.[cita requerida]
El 22 de agosto de 2020 su partido dio a conocer que había sido hospitalizado por haber resultado positivo a enfermedad por coronavirus, siendo uno de los diputados afectado por la pandemia en México. permaneció ingresado, hasta que se anunció que había fallecido a consecuencia de dicha enfermedad el 15 de septiembre.